# Uncle Dave Macon
Uncle Dave Macon (* 7. Oktober 1870 als David Harrison Macon in Smartt Station, Tennessee; † 22. März 1952 in Readyville, Cannon County, Tennessee) war ein US-amerikanischer Old-Time-Musiker. Er gilt als der erste professionelle Star der Grand Ole Opry.

## Leben

### Anfänge
Dave Macons Eltern besaßen eine kleine Pension in Nashville, in der häufig durchreisende Musiker abstiegen. Dave hatte oft Gelegenheit, ihren Darbietungen zuzuschauen. Schon nach kurzer Zeit war er selbst in der Lage, Banjo zu spielen. Bald beherrschte er eine Vielzahl von Songs und Stilrichtungen. Nachdem sein Vater unmittelbar vor dem Hotel erstochen worden war, zog die Familie aufs Land zurück, wo die Mutter eine kleine Raststation betrieb. Dave übernahm es, die Gäste der Postkutschen mit seinem Banjospiel zu unterhalten.
Er heiratete und baute sich ein kleines Transportunternehmen auf. An Wochenenden musizierte er  auf Festen in der näheren Umgebung. Sein virtuoses Spiel und seine komischen Einlagen machten ihn schnell in weitem Umkreis bekannt. Es dauerte nicht lange, und er wurde für seine Auftritte bezahlt.

### Karriere
Anfang der zwanziger Jahre gab Macon sein Transportunternehmen auf und wurde, mittlerweile über fünfzig Jahre alt, professioneller Musiker. Gemeinsam mit dem Fiddler Sid Harkreader wurde er von einem Nashviller Theater engagiert. 1924 spielten die beiden in New York einige Singles ein. Seine Popularität stieg stetig an. 1925 trat er erstmals in der WLS National Barn Dance Radioshow auf. Danach folgten Auftritte in der Grand Ole Opry. Der stets gutgelaunte, vor Energie sprühende Macon wurde fast augenblicklich zur Zugnummer. Er wurde der erste große Star der Opry.
Uncle Dave Macon blieb über Jahrzehnte der Opry verbunden. Er nahm weiterhin regelmäßig Schallplatten auf und ging auf Tourneen, oft gemeinsam mit seinem Sohn Dorris. Er arbeitete mit führenden Country-Musikern der damaligen Zeit zusammen, wie etwa den Delmore Brothers oder Roy Acuff. 1940 wirkte er in einem Hollywood-Film über die Grand Ole Opry mit. Macon verfügte über ein Repertoire von mehreren hundert Songs. Die Inhalte seiner Lieder bezogen sich oft auf aktuelle politische und gesellschaftliche Ereignisse. Zu den Musikern, die Macon stark beeinflusste, gehörte David Akeman („Stringbean“).
Der Vollblutmusiker Uncle Dave Macon verstarb 1952 im Alter von 81 Jahren, nur drei Wochen nach seinem letzten Auftritt in der Opry. 1966 wurde er in die Country Music Hall of Fame aufgenommen.

## Diskografie (Alben)
- 1971 – Uncle Dave Macon – Early Recordings (County)
- 1976 – At Home (Bear Family)
- 1979 – Laugh Your Blues Away (Rounder)
- 1995 – Travellin’ Down The Road (County)